# Journal of Grid Computing
Journal of Grid Computing is een internationaal, aan collegiale toetsing onderworpen wetenschappelijk tijdschrift op het gebied van de informatica. De naam wordt in literatuurverwijzingen meestal afgekort tot J. Grid Comput. Het wordt uitgegeven door Springer Science+Business Media en verschijnt 4 keer per jaar. Het eerste nummer verscheen in 2003.